# Городской округ Бухта Нельсона Манделы
Городской округ Бухта Нельсона Манделы (англ. Nelson Mandela Bay Metropolitan Municipality) — городской округ в провинции Восточной Капской провинции (ЮАР). Городской округ был образован в 2001 году из территорий городов Порт-Элизабет, Эйтенхахе и окружающей сельской местности, и назван в честь первого чернокожего президента ЮАР Нельсона Манделы; географического объекта с названием «Бухта Нельсона Манделы» не существует.
С запада, севера и северо-востока граничит с районом Какаду, с остальных сторон омывается водами Индийского океана.